# Дезінфекційний бар'єр
Дезінфекц́ійний бар'є́р — бетонована неглибока ванна або стаціонарне поглиблення в дорозі із тирсою або килимками, залитими дезинфікуючим розчином. Призначений для знезараження ходової частини транспорту та взуття людей. Дезінфекційний бар'єр може також виконуватись в вигляді орошувача поверхонь транспорту на рамці, крізь яку проїздить транспорт. Бар'єр обладнується за типовим проектом при в'їзді на тваринницьке господарство або при вході в приміщення. Схожий аналог є у лікувальних установах чи на підприємствах харчової промисловості у вигляді дезінфекційних килимів.

## Використання
У харчовій промисловості дезінфекційні килимки використовуються на м’ясокомбінатах, у ковбасних цехах, лабораторіях, на молочних комбінатах, сирзаводах. У медичних закладах використовуються у діагностичних центрах та лабораторіях. У випадку оголошення карантину, можуть використовуватись у зоопарках, фермах, карантинних ділянках, митних постах, в аеропортах, на залізничних станціях, у медичних, шкільних та дошкільних закладах тощо.

## Спалахи Африканської чуми свиней
За періоди спалахів Африканської суми свиней на території декількох областей проводилось встановлення дезінфекційних бар'єрів. На посту такого бар'єра відбувалося чергування двох працівників управління Держпродспоживслужби та двох працівників поліції. Окрім дезінфекції коліс автотранспорту, організовувалась перевірка ветеринарних документів на вантажі, вантажів, що містять продукцію тваринного походження, а також живих тварин, які можуть бути переносниками збудника вірусу.